# Quatre Modernisations

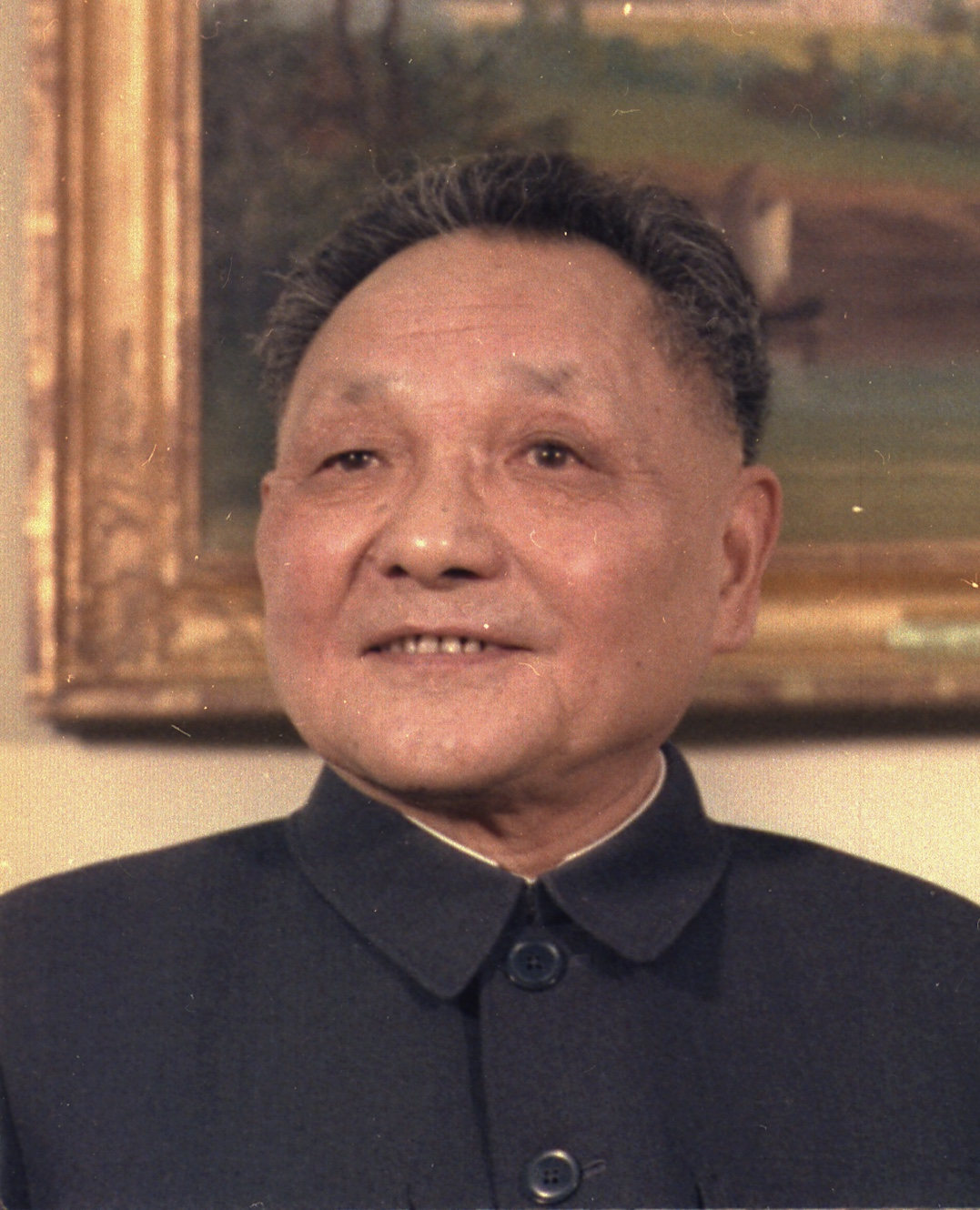
Deng Xiaoping, initiateur des réformes en République populaire de Chine

Les Quatre Modernisations (chinois simplifié : 四个现代化 ; pinyin : sì gè xiàn dài huà) étaient l’objectif des réformes de Deng Xiaoping en république populaire de Chine. Elles furent amenées par Zhou Enlai en 1975 au cours de la quatrième session de l’Assemblée nationale populaire, une de ses dernières apparitions en public. Après sa mort, puis celle de Mao, Deng Xiaoping a pris le contrôle du parti fin 1978. Ainsi au mois de décembre, au cours du troisième plénum du 11e comité central du parti, Deng Xiaoping annonça le lancement officiel des « Quatre Modernisations », marquant ainsi formellement le début de l’ère des réformes. Les « Quatre Modernisations » mentionnait les domaines suivants : 
1. La défense nationale ;
2. L’industrie ;
3. La science et les technologies ;
4. L’agriculture.

Les « Quatre Modernisations » étaient destinées à faire de la Chine une grande puissance économique à l’aube du XXIe siècle. Ces réformes insistaient sur l’indépendance économique. La république populaire de Chine décida d’accélérer le processus de modernisation en augmentant le volume de ses échanges commerciaux et en ouvrant son marché, en particulier pour l’achat de machines en provenance du Japon et de l’Occident.
L'affichage sur le mur de la Démocratie à Pékin, en décembre 1978, du manifeste de « La Cinquième Modernisation », la démocratie, par Wei Jingsheng a entraîné l'arrestation de l'auteur en mars 1979. Deng Xiaoping a ainsi marqué les limites de la réforme.